# Locmaria-Plouzané
Locmaria-Plouzané är en kommun i departementet Finistère i regionen Bretagne i västra Frankrike. Kommunen ligger i kantonen Saint-Renan som tillhör arrondissementet Brest. År 2022 hade Locmaria-Plouzané 5 160 invånare.

## Befolkningsutveckling
Antalet invånare i kommunen Locmaria-Plouzané
Referens:INSEE